# Dürrengerbisdorf
Dürrengerbisdorf ist ein zum Ortsteil Wolkenburg-Kaufungen der Stadt Limbach-Oberfrohna gehöriger Ort im Landkreis Zwickau, Sachsen. Die Gemeinde Dürrengerbisdorf wurde am 1. März 1965 nach Wolkenburg/Mulde eingemeindet, mit der sie am 1. Januar 1994 zur Gemeinde Wolkenburg-Kaufungen und am 1. Januar 2000 zur Großen Kreisstadt Limbach-Oberfrohna kam.

## Geografie

### Geografische Lage
Dürrengerbisdorf ist der nördlichste Ort des Ortsteils Wolkenburg-Kaufungen der Stadt Limbach-Oberfrohna. Der Ort grenzt im Westen an den östlichsten Punkt Thüringens im Altenburger Land. Der durch Dürrengerbisdorf fließende Bach mündet östlich des Orts in die Zwickauer Mulde. Am gegenüber liegenden Ufer befindet sich die Mündung des Frohnbachs. Auf dieser Uferseite verläuft die Trasse der stillgelegten Bahnstrecke Glauchau–Wurzen (Muldentalbahn). Dürrengerbisdorf wird im Westen von der Bundesstraße 175 tangiert.

### Nachbarorte
|                         | Obersteinbach, Markersdorf                  | Thierbach |
| Wolperndorf (Thüringen) | Kompassrose, die auf Nachbargemeinden zeigt | Zinnberg  |
|                         | Wolkenburg/Mulde mit Neue Heimat            |           |

## Geschichte

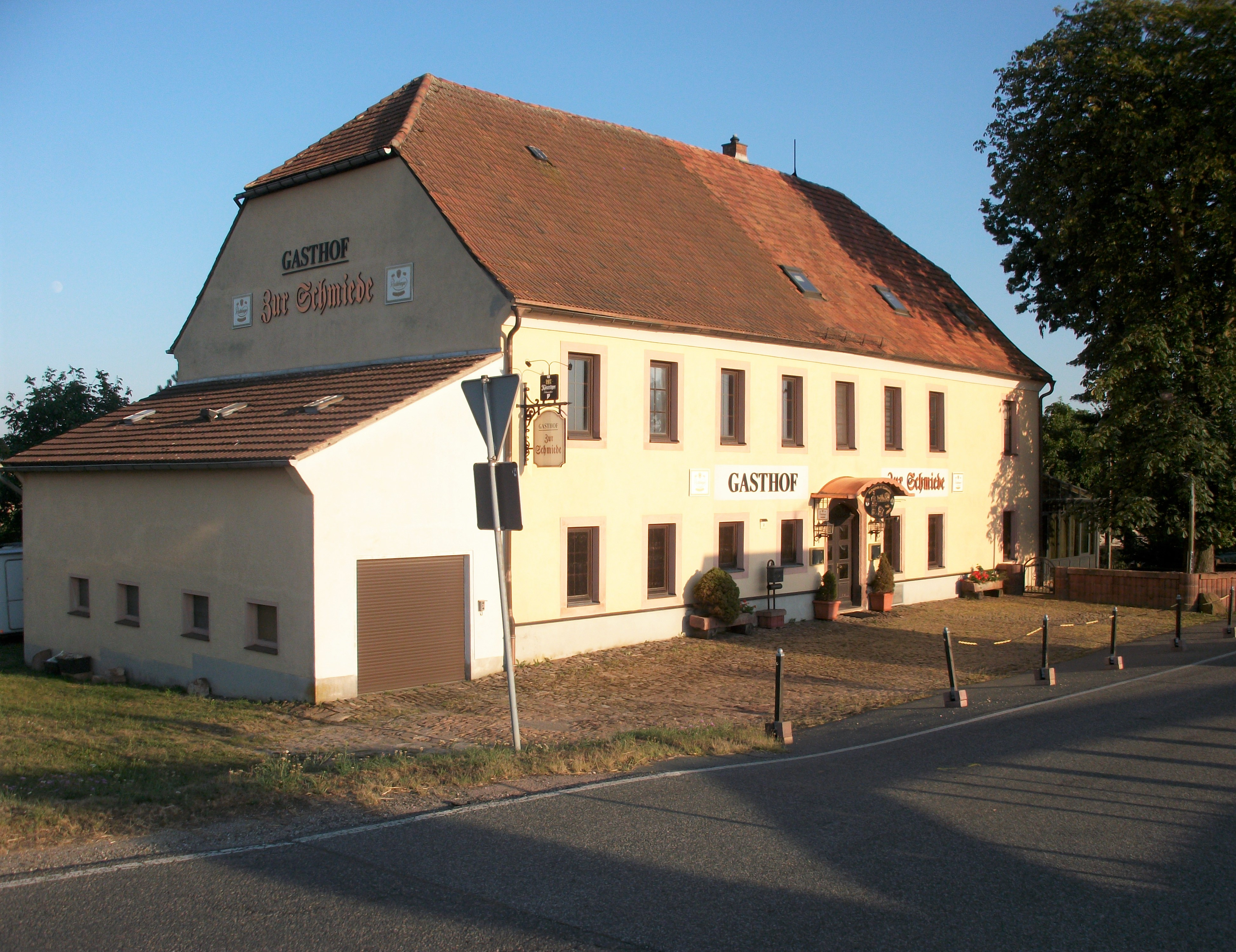
Dürrengerbisdorf, Gasthof Zur Schmiede

Das Waldhufendorf Dürrengerbisdorf wurde im Jahr 1309 erstmals urkundlich als „Gernesdorff“ erwähnt. Diese Urkunde erwähnt die Schenkung von Zinsleuten und Fronen in Dürrengerbisdorf durch Volrad, Otto und Ulrich von Colditz-Wolkenburg an ihre Pfarrkirche. Bezüglich der Grundherrschaft war Dürrengerbisdorf bis ins 19. Jahrhundert in einen kursächsischen und einen schönburgischen Anteil geteilt. Kirchlich gehört Dürrengerbisdorf seit jeher zur Wolkenburger Kirche.
Der kursächsische Anteil von Dürrengerbisdorf unterstand der Grundherrschaft des Ritterguts Wolkenburg, welches im Besitz der Herren von Kauffungen und später der Herren von Einsiedel war. Der Besitz der benachbarten Schlösser Wolkenburg und Kaufungen unterstand seit 1766 einer gemeinsamen Gerichtsverwaltung. Die Herrschaft Wolkenburg, zu welcher der kursächsische Anteil von Dürrengerbisdorf gehörte, unterstand als Exklave in den Schönburgischen Herrschaften dem kursächsischen Amt Borna. Sie bestand bis in die Mitte des 19. Jahrhunderts. Im Jahr 1851 kam der Wolkenburger Anteil von Dürrengerbisdorf als Teil der Herrschaft Wolkenburg an das königlich-sächsische Gericht Limbach.
Der schönburgische Anteil von Dürrengerbisdorf gehörte zur Grundherrschaft des Ritterguts Thierbach. Dieses unterstand als eine durch das Amt Penig vom restlichen Rochsburger Amtsgebiet getrennte Exklave der Verwaltung des Amts Rochsburg, das im Jahr 1548 durch Kauf an das Haus Schönburg gekommen war, jedoch als „Schönburgische Landesherrschaft“ unter der Oberhoheit des albertinischen Kurfürstentums Sachsen stand. 1835 wurde der Rochsburger Anteil von Dürrengerbisdorf mit dem Amt bzw. der Herrschaft Rochsburg der Verwaltung des königlich-sächsischen Amts Rochlitz unterstellt.
Ab 1856 gehörte Dürrengerbisdorf zum Gerichtsamt Penig und ab 1875 zur Amtshauptmannschaft Rochlitz. Durch die zweite Kreisreform in der DDR kam die Gemeinde Dürrengerbisdorf im Jahr 1952 vom Landkreis Rochlitz zum Kreis Glauchau im Bezirk Chemnitz (1953 in Bezirk Karl-Marx-Stadt umbenannt).
Die Gemeinde Dürrengerbisdorf wurde am 1. März 1965 nach Wolkenburg/Mulde eingemeindet, welches sich am 1. Januar 1994 mit Kaufungen zur Gemeinde Wolkenburg-Kaufungen zusammenschloss. Wolkenburg und Kaufungen gehörten bereits seit 1990 zum sächsischen Landkreis Glauchau, der 1994 im Landkreis Chemnitzer Land bzw. 2008 im Landkreis Zwickau aufging. Am 1. Januar 2000 wurde die Gemeinde Wolkenburg-Kaufungen nach einer gescheiterten Verwaltungsgemeinschaft mit Waldenburg in die Stadt Limbach-Oberfrohna eingegliedert. Dadurch gehört auch Dürrengerbisdorf seitdem zum Ortsteil Wolkenburg-Kaufungen.

## Sehenswürdigkeiten
- Bauernmuseum Dürrengerbisdorf[11]